# Ornament

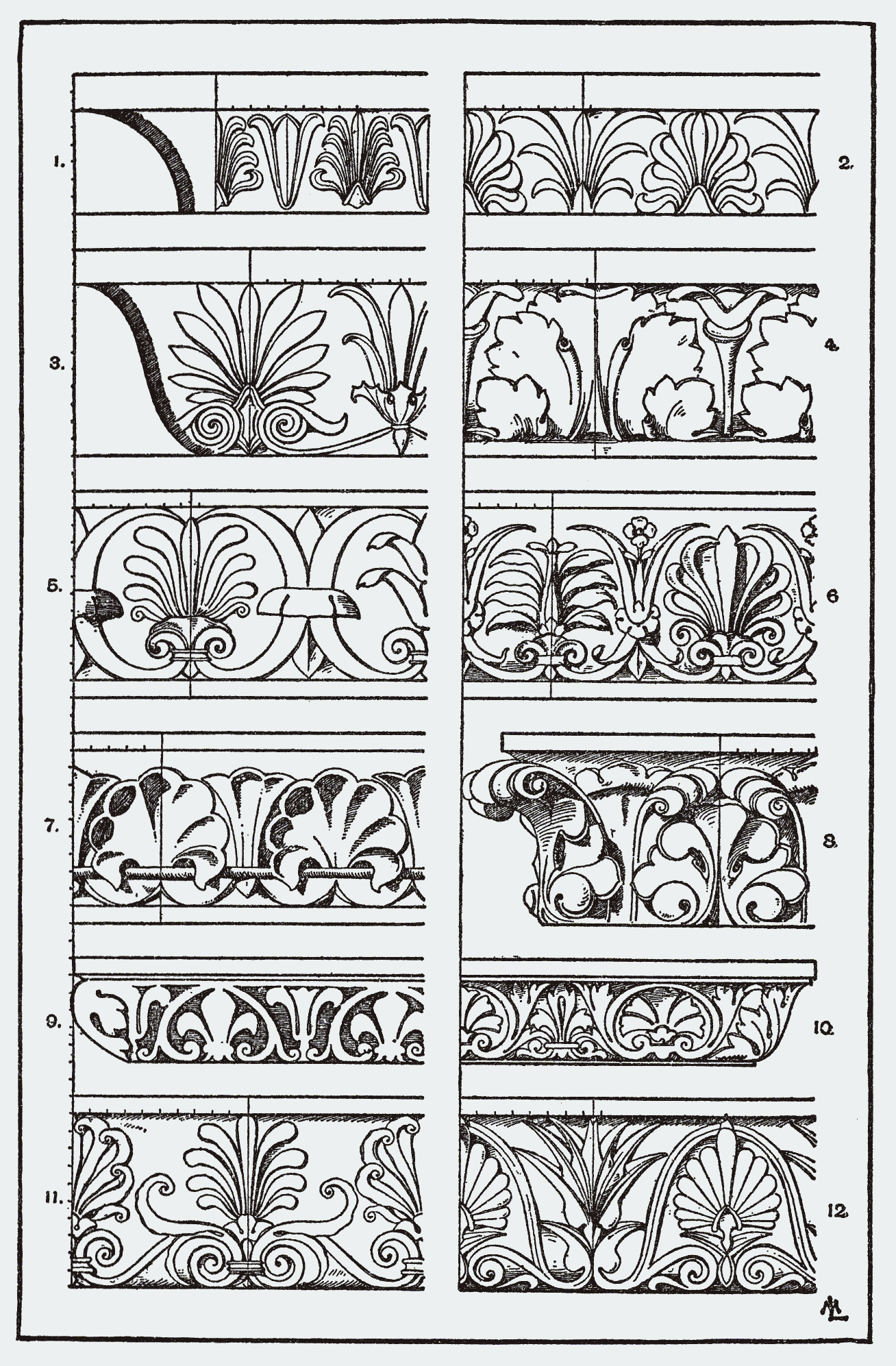
Versions elaborades d'ornaments clàssics arquitectònics grecoromans, a l'Ornament de Meyer

Un ornament o adorn és un element o composició que serveix per embellir persones o coses. El conjunt d'adorns usats pels artistes, artesans, dissenyadors, arquitectes i enginyers per embellir objectes o espais pot distribuir-se en dues classes: simples (o elementals) i compostos. Els simples consisteixen en un sol motiu; aïllat, repetit o combinat amb un altre en una sèrie; els compostos són una combinació dels elementals.
Els adorns simples es divideixen en:
- cal·ligràfics, els seus motius són traços d'escriptura.
- geomètrics, compostos per línies de la geometria. Es divideixen en dos tipus: 
  - el de línia continua, que constitueix la motllura
  - el de línia interrompuda, o adorn geomètric simplement dit.
- orgànics, a semblança d'elements del regne vegetal o animal. S'anomenen, respectivament, fitària i zodària.